# Die Legende vom Tannenbaum
Die Legende vom Tannenbaum ist ein Gedicht von Marx Möller, bisweilen wird es auch Friedrich Wilhelm Güll zugeschrieben. Der Text mit den Anfangszeilen In der Bergpredigt, wie bei Matthäus zu lesen, / ist auch von Bäumen die Rede gewesen gehörte Ende des 19./ Anfang des 20. Jahrhunderts zu den beliebtesten weihnachtlichen Texten. 
Das Gedicht nimmt keinen Bezug auf die Geburt Christi. Ausgehend von Matthäus 7,16-19  erzählt der Dichter vielmehr eine offensichtlich selbst erdachte „Legende“ – eigentlich ist es eher eine Fabel –, die die Lichter am Weihnachtsbaum als die eigentlichen Früchte der Tanne deutet, wertvoller als jede natürliche Frucht. 
Die Legende vom Tannenbaum wurde früh auch für die Schallplatte gelesen, beispielsweise von Hans Mühlhofer, sowie vertont, u. a. von Ferdinand Hummel.

## Weblink
- Gedichttext